# أديوالي أولوفادي
أديوالي جيمس أولوفادي (ولد في 21 أغسطس 1994) لاعب كرة قدم دولي توغولي يجيد اللعب في مركز الظهير الأيسر وبدرجة أقل الوسط الأيسر. يلعب حاليا لصالح المنامة الذي ينافس في الدوري البحريني الممتاز منذ 2020.

## المسيرة الرياضية

### الأندية
في 1 يوليو 2008 انضم أولوفادي إلى ميرلان التوغولي (الدرجة الممتازة) في صفقة انتقال حر.
في 1 يوليو 2009 انتقل أولوفادي من ميرلان إلى ديناميك توغوليز التوغولي (الدرجة الممتازة) في صفقة انتقال حر. في موسمه الأول 2009 وفي بطولة الدوري الممتاز ساهم أولوفادي في احتلال ديناميك توغوليز المركز الرابع برصيد 46 نقطة من 30 مباراة. في موسمه الثاني 2010 لم تقم بطولة البدوري الممتاز. في موسمه الثالث 2011-2012 وفي بطولة الدوري الممتاز ساهم أولوفادي في تتويج ديناميك توغوليز بالبطولة بعدما تصدر الترتيب برصيد 53 نقطة بفارق خمس نقاط عن الوصيف دوانيس لومي ليحقق أولوفادي أولى بطولاته الشخصية.
في 1 نوفمبر 2012 انتقل أولوفادي من ديناميك توغوليز إلى بانثير دو ندي الكاميروني (الصاعد حديثا إلى الدرجة الممتازة) في صفقة انتقال حر. في موسمه الأول 2013 ساهم أولوفادي في احتلال بانثير دو ندي المركز الثاني عشر برصيد 29 نقطة بفارق نقطة واحدة عن منطقة الأمان وبالتالي هبط عمليا إلى الدرجة الثانية ولكنه نجى من الهبوط بسبب أن فريقين يحتلان ترتيب أعلى منه تعرضا لأزمة مالية وبالتالي تقرر هبوطهما إلى الدرجة الثانية. في موسمه الثاني 2014 وفي بطولة الدوري الممتاز ساهم أولوفادي في احتلال بانثير دو ندي المركز العاشر برصيد 47 نقطة في منتصف الترتيب. وفي بطولة كأس الكاميرون ساهم في وصول بانثير دو ندي إلى المباراة النهائية حيث خسر من القطن وبالتالي تأهل إلى بطولة كأس الكونفيدرالية الأفريقية في الموسم التالي.
في 1 مارس 2015 انتقل أولوفادي من بانثير دو ندي إلى أسفوسا التوغولي (الدرجة الثانية) في صفقة انتقال حر. كان الموسم الرياضي متوقف في توغو.
في 1 سبتمبر 2015 انتقل أولوفادي من أسفوسا إلى توغو بورت التوغولي (الدرجة الممتازة) في صفقة انتقال حر. كان الموسم الرياضي متوقف في توغو.
في 1 ديسمبر 2015 انتقل أولوفادي من توغو بورت إلى نيو ستار الكاميروني في صفقة انتقال حر. في موسمه الأول 2016 ساهم أولوفادي في احتلال نيو ستار المركز الثامن برصيد 44 نقطة في منتصف الترتيب.
في 1 يناير 2017 انتقل أولوفادي من نيو ستار إلى يونيون ديوالا الكاميروني (الدرجة الممتازة) في صفقة انتقال حر. في موسمه الأول 2017 وفي بطولة الدوري الممتاز ساهم أولوفادي في احتلال يونيون ديوالا المركز الثاني عشر برصيد 43 نقطة بفارق 4 نقاط عن منطقة الهبوط وهو ما يعد تراجعا في المستوى حيث كان احتل في الموسم السابق المركز الرابع.
في موسمه الثاني 2018 وفي بطولة الدوري الممتاز ساهم أولوفادي في احتلال يونيون ديوالا المركز السابع برصيد 46 نقطة بفارق 3 نقاط عن صاحب المركز الرابع المؤهل إلى البطولات القارية.
في موسمه الثالث والأخير 2019 وفي بطولة الدوري الممتاز ساهم في احتلال أولوفادي في احتلال يونيون ديوالا المركز السابع في المجموعة الأولى برصيد 19 نقطة بفارق نقطة واحدة عن منطقة الأمان وبالتالي انتقل للعب في الدوري السداسي لتفادي الهبوط حيث احتل في نهاية المطاف المركز الثالث برصيد 8 نقاط بفارق نقطة واحدة عن منطقة الهبوط وبالتالي نجى من الهبوط إلى الدرجة الثانية.
في 1 يناير 2020 انتقل أولوفادي من يونيون ديوالا إلى الأهلي البحريني (الدرجة الممتازة) في صفقة انتقال حر. في موسمه الأول 2019-2020 وفي بطولة الدوري الممتاز ساهم في احتلال الأهلي المركز السابع برصيد 17 نقطة بفارق نقطة واحدة عن منطقة الهبوط.
في 2 نوفمبر 2020 انتقل أولوفادي من الأهلي إلى المنامة البحريني (الدرجة الممتازة) في صفقة انتقال حر. في موسمه الأول 2020-2021 وفي بطولة الدوري الممتاز ساهم أولوفادي في احتلال المنامة المركز الثالث برصيد 31 نقطة بفارق 14 نقطة عن البطل الرفاع. وفي بطولة كأس ملك البحرين ساهم في وصول المنامة إلى الدور الربع النهائي حيث خسر من الحد 0-3. وفي بطولة كأس الاتحاد البحريني احتل المنامة المركز الثاني في المجموعة الثانية برصيد 10 نقاط بفارق الأهداف عن المتصدر المحرق الذي تأهل إلى الدور النصف النهائي.

### المنتخبات
في 9 سبتمبر 2018 شارك أولوفادي في أول مباراة دولية له مع توغو وكانت أمام بنين وذلك ضمن تصفيات كأس الأمم الأفريقية 2019 المجموعة د وانتهت المباراة بالتعادل السلبي 0-0. وشارك أولوفادي في مباراة أخرى وكانت أمام غامبيا والتي انتهت بالتعادل الإيجابي 1-1. وخلال هذه التصفيات لعب أولوفادي مباراتين من أصل 6 مباريات وساهم في احتلال توغو المركز الرابع الأخير برصيد خمس نقاط وبالتالي فشل في التأهل إلى نهائيات البطولة.
شارك أولوفادي في تصفيات كأس العالم 2022 (أفريقيا) حيث في الدور الأول ساهم في فوز توغو على جزر القمر 3-1 في مجموع المباراتين وبالتالي التأهل إلى الدور الثاني حيث وقع توغو في المجموعة الثامنة مع السنغال والكونغو وناميبيا.

## الإنجازات

### الأندية
- ديناميك توغوليز
  - الدوري التوغولي الممتاز (1): 2011\2012.